# Ferdinand Bracke

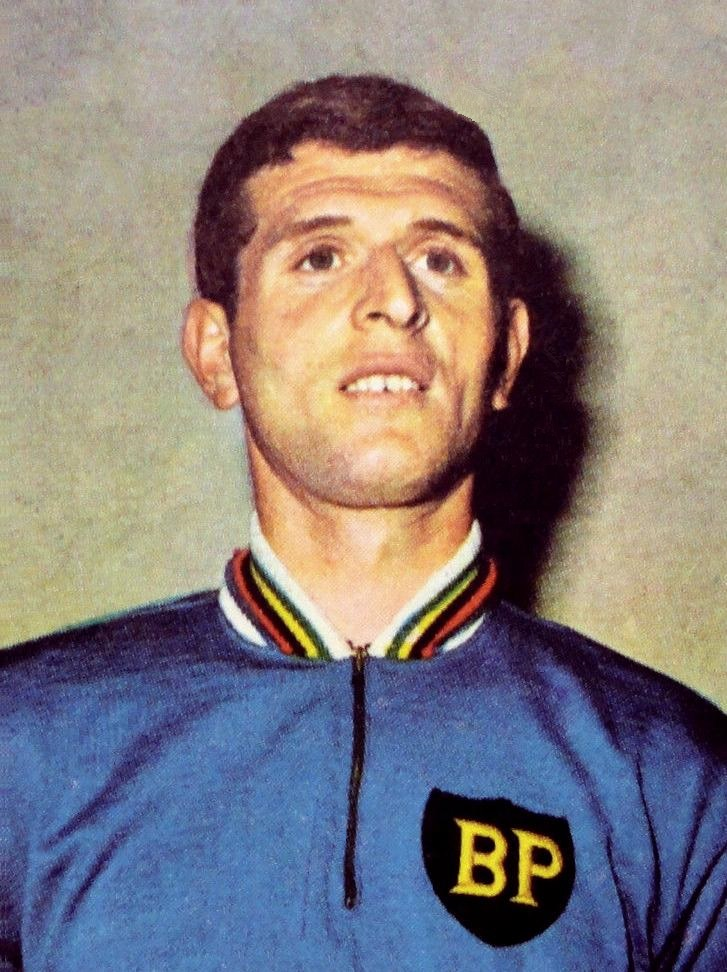
Ferdinand Bracke 1970.

Ferdinand Bracke, född den 25 maj 1939 i Hamme, är en belgisk före detta tävlingscyklist som är mest känd för totalsegern i Vuelta a España 1971 och nytt världsrekord i entimmescykling 1967. På bana blev han dessutom världsmästare i individuellt förföljelselopp 1964 och 1969.

## Meriter

### Landsväg
| 1962 Vinnare av Grand Prix des Nations (ITT) 2:a i Grand Prix du Parisien 3:a i Gran Premio di Lugano 1963 Vinnare av Grand Prix du Parisien 2:a i Flèche Hesbignonne 2:a i Grand Prix des Nations (ITT) 2:a i Gran Premio di Lugano 3:a i Trofeo Baracchi (med Walter Boucquet) 1964 Vinnare av etapp 2b i Tour du Sud-Est Vinnare av etapp 4 i Grand Prix du Midi Libre Vinnare av Gran Premio di Lugano 2:a i Tour de l'Oise 1966 Vinnare av Trofeo Baracchi (med Eddy Merckx) Vinnare av etapp 19 i Tour de France Vinnare av etapp 1b (ITT) i Tour of Belgium 2:a i Escalada a Montjuïc | 1967 Vinnare av Trofeo Baracchi (med Eddy Merckx) 1968 2:a i linjelopp vid Belgiska mästerskapen 2:a totalt i Paris-Nice Vinnare av etapp 8b (ITT) 3:a totalt i Tour de France 1969 Vinnare av etapp 2b (ITT) i Dunkerques fyradagars Vinnare av etapp 1c i Critérium du Dauphiné Libéré 2:a totalt i Grand Prix du Midi Libre Vinnare av etapp 3 1970 Vinnare av Grand Prix de Wallonie Vinnare av etapp 5b (ITT) i Dunkerques fyradagars 1971 Vinnare totalt av Vuelta a España Vinnare av Flèche Hesbignonne 2:a totalt i Tour de Luxembourg 3:a totalt i Tour of Belgium | 1972 Vinnare av etapp 5 i Étoile des Espoirs 3:a totalt i Dunkerques fyradagars 1973 Vinnare av Grand Prix Pino Cerami 1974 Vinnare av Grand Prix de Monaco Vinnar av etapp 3 i Tour de Picardie 2:a i Le Samyn 3:a totalt i Tour of Belgium Vinnare av etapp 6 1975 3:a i GP de Wallonie 1976 Vinnare av etapp 17 i Tour de France 1978 2:a i Bryssel-Ingooigem |

### Bana
| 1964 Världsmästare i individuellt förföljelselopp 1965 Belgisk mästare i individuellt förföljelselopp 1967 Belgisk mästare i individuellt förföljelselopp 1969 Världsmästare i individuellt förföljelselopp 1972 Belgisk mästare i individuellt förföljelselopp Belgisk mästare i derny 1973 Belgisk mästare i individuellt förföljelselopp | 1967 (Rom – 30 oktober) Världsrekord i entimmescykling (48,093 km) Förbättring av Roger Rivières rekord från 1959 (47,347 km). Slaget av Ole Ritter den 10 oktober 1968 (48,653 km). Ritters rekord sattes dock på hög höjd och Brackes låglandsrekord stod sig till 1985 då Hans-Henrik Ørsted cyklade 48,145 km. | 1967/1968 Vinnare av Charlerois sexdagars med Patrick Sercu 1968/1969 Vinnare av Charlerois sexdagars med Eddy Merckx 1973/1974 Vinnare av Montreals sexdagars med Robert Van Lancker |